# Kemanukan
Kemanukan is een bestuurslaag in het regentschap Purworejo van de provincie Midden-Java, Indonesië. Kemanukan telt 1860 inwoners (volkstelling 2010).